# 中国人民武装警察部队国宾护卫队
中国人民武装警察部队国宾护卫队，即中国人民武装警察部队北京市总队第一师第五支队某中队，驻地北京市。

## 沿革
1954年10月19日，印度总理尼赫鲁访华时，中华人民共和国首次在迎送国宾中实施摩托护卫，当时装备4辆红色的捷克斯洛伐克产“佳娃”（JAWA）牌两轮摩托车，由北京市公安局交通大队担负护卫任务，自北京西郊机场安全驶达东交民巷8号。‍‍文革期间，中华人民共和国外交工作受到冲击，外交礼仪也受到影响，摩托护卫中断。‍‍
1979年，经国务院批准恢复摩托护卫，后因多种原因而取消。1981年7月，外交部、公安部联合请示中央同意，自1981年9月起恢复摩托护卫。
1984年3月27日，根据上级决定，国宾护卫任务由北京市公安局交通大队移交给中国人民武装警察部队北京市总队第一师第五支队第三中队。1984年7月12日，正式成立为国宾护卫队。按照中共中央、国务院的指示，自2004年1月1日起，出于简化外交礼仪和缓解北京交通拥堵的目的，国宾护卫队停止执行任务。
2013年4月初，根据中共中央总书记、中央军委主席习近平的指示精神，国宾护卫队重新组建。2013年5月16日，国宾护卫队正式恢复重组。国宾护卫队为中国人民武装警察部队北京市总队第一师第五支队某中队。国宾护卫队作为国家礼仪分队，主要担负外国国家元首、政府首脑、执政党领袖的摩托护卫任务和城市摩托车武装巡逻任务。2013年10月14日，习近平在中南海接见了国宾护卫队代表。2014年10月21日，恢复重组后的国宾护卫队首次执行护卫任务，护卫来华进行国事访问的坦桑尼亚总统基奎特从首都国际机场前往钓鱼台国宾馆。此后，国宾护卫队除护卫来北京访问的外国领导人外，又先后执行了2014北京APEC峰会等许多任务。在2015年纪念中国人民抗日战争暨世界反法西斯战争胜利70周年大会中，礼宾护卫方队在分列式中首个通过天安门，抗战老兵和支前模范乘坐敞篷车，在礼宾护卫方队40余辆摩托车呈箭头状护卫下，通过天安门接受检阅。2016年，国宾护卫队首次跨区域执行任务，在G20杭州峰会中执行护卫任务。
2016年5月1日，中国人民武装警察部队统一换发新式姓名牌、胸标、臂章。其中新式臂章分为通用臂章和特殊勤务臂章，特殊勤务臂章共八类，其中一类即中国人民武装警察部队国宾护卫队臂章，该臂章也是中国人民武装警察部队臂章中唯一的底色为红色的臂章。

## 装备
国宾护卫队2013年恢复重组后，国宾护卫执勤服分为三种：春秋礼服、夏礼服、冬礼服。其中，春秋礼服、冬礼服均为橄榄绿色，采用深橄榄绿色夹克式上衣、马裤，金色佩饰，红色点缀，黑色马靴，白色头盔。外腰带右侧配带棕色枪套，内有10毫米转轮式防暴手枪。冬礼服增加保暖内衣等配套穿着。夏礼服为白色，采用白色夹克式上衣、马裤，白色枪套，其余与春秋礼服相同。
国宾护卫队2013年恢复重组后，采用中国自主研发、设计、生产的春风650G型国宾护卫摩托车，车身宽1米，长2.5米，高1.28米，全车重268公斤，最高时速177公里，最高安全时速120公里。白色车身上配红黄两色线条。

## 护卫队形
国宾护卫队2013年恢复重组后，遵照“加强前卫、顾全两侧、备有机动、形成封控”的原则，根据不同国宾规格及路段，国宾护卫队采取两种护卫队形：基本护卫队形、加强护卫队形。
基本护卫队形分为：
- （1）11车护卫队形：主要护卫来华国事访问的国家元首。5辆摩托车在主宾车前呈“V”字形部署。另有6辆摩托车部署在主宾车、备用车两侧，其中主宾车两侧呈一路队形各部署2辆，备用车两侧各部署1辆[3]。
- （2）9车护卫队形：主要护卫来华正式访问的政府首脑。5辆摩托车在主宾车前呈“V”字形部署。另有4辆摩托车在主宾车两侧呈一路队形各部署2辆[3]。

加强护卫队形分为：
- （1）21车护卫队形：主要护卫来访的对华特殊友好和需要特别做工作的国家元首。13辆摩托车在主宾车前呈双“V”字形部署（前“V”字形部署6辆，后“V”字形部署7辆）。另有8辆摩托车在主宾车和备用车两侧呈一路队形各部署2辆[3]。
- （2）19车护卫队形：主要护卫来访的对华特殊友好和需要特别做工作的政府首脑。11辆摩托车在主宾车前呈箭形部署。另有8辆摩托车在主宾车和备用车两侧呈一路队形各部署2辆[3]。
- （3）25车护卫队形：对个别特别重要国家元首需加强护卫时，根据中华人民共和国外交部要求，可采用25车护卫队形。17辆摩托车在主宾车前呈箭形、“V”字形部署（前箭形部署10辆，后“V”字形部署7辆）。另有8辆摩托车在主宾车和备用车两侧呈一路队形各部署2辆[3]。

国宾车队通过狭窄路段时，可采用5车护卫队形，3辆摩托车在主宾车前呈“V”字形部署，主宾车辆侧各部署1辆摩托车。